# Skeppskompaniet
Skeppskompaniet inrättades 1629, då rikets städer åtog sig att bygga ett visst antal (tillsammans arton) fartyg, som under fredstid skulle användas i handelns tjänst, men under krig skulle fungera som stridsfartyg. Borgerskapet erhöll samtidigt vissa privilegier, till exempel att för denna skeppsbyggnad fritt få hugga ekvirke på alla kronans skogar, utom vid Mälaren. Om något av fartygen i kronans tjänst gick förlorat, skulle kronan ersätta förlusten. År 1630 slogs Skeppskompaniet ihop med Generalhandelskompaniet, under en generaldirektör, Abraham Cabiljau, som hade befogenhet att till- och avsätta underordnade tjänstemän. År 1631 slogs sedan det nya kompaniet ihop med Söderkompaniet. Kompaniet upphävdes, tillsammans med övriga liknande kompanier, den 20 oktober 1680.